# 87-ма стрілецька дивізія (СРСР)
87-ма стрілецька дивізія (СРСР) — стрілецька дивізія, загальновійськове формування Збройних сил СРСР під час Другої світової війни. Формувалася тричі.

## Перше формування
Вперше 87-ма стрілецька дивізія була сформована у Київському військовому окрузі у 1936 році. У вересні 1939 року в складі 15-го стрілецького корпусу брала участь у радянському вторгненні до Польщі. У лютому-березні 1940 року дивізія брала участь у радянсько-фінській війні, а після її завершення повернулася до України.
У німецько-радянській війні дивізія брала участь з 22 червня 1941 року. Дивізія в складі 27-го стрілецького корпусу 5-ї армії Південно-Західного фронту брала участь в обороні Володимира-Волинського. Дивізія потрапила в оточення і зазнала значних втрат, у бою загинув командир дивізії генерал-майор Алябушев. Після прориву з оточення дивізія брала участь в обороні Києва і загинула у вересні 1941 року в оточенні на схід від Києва. 19 вересня 1941 року розформована.

### Командири дивізії
- Комбриг Пилип Миколайович Матикін (1938—1940)
- Генерал-майор Пилип Федорович Алябушев (13 березня — 25 червня 1941, загинув у бою)
- Полковник Микола Іванович Васильєв (26 червня — 19 вересня 1941, загинув у бою)

## Друге формування
Вдруге дивізія сформована 20 листопада 1941 року на Південно-Західному фронті на базі частин 3-го повітряно-десантного корпусу. Дивізія вела бої за міста Тім і Щігри. За успішні бойові дії 19 лютого 1942 року перетворена у 13-ту гвардійську стрілецьку дивізію.

### Командир дивізії
- Полковник Олександр Ілліч Родімцев

## Третє фомування
Втретє дивізія була сформована на Далекому Сході на базі 420-ї стрілецької дивізії. У липні 1942 року перекинута на Сталінградський фронт, брала участь у Сталінградській битві. Дивізія прославилася в грудні 1942 року, коли зупинила контрнаступ німецьких військ фельдмаршала Манштейна в напрямі Сталінграда.
В складі 2-ї гвардійської армії Південного фронту дивізія брала участь у вигнанні нацистів з Донбасу, а також у Кримській операції. За взяття Перекопу дивізія була удостоєна почесного найменування «Перекопська».
Із липня 1944 року дивізія воювала на 1-му Прибалтійському і Ленінградському фронтах, брала участь у блокаді Курляндського угрупування військ вермахту. У 1947 році дивізія була розформована.

### Командири дивізії
- Полковник Олександр Гнатович Казарцев (березень — 26 грудня 1942)
- Полковник Михайло Сергійович Ехохін (28 грудня 1942 — 2 серпня 1943)
- Підполковник, полковник Георгій Степанович Іванов (5 серпня 1943 — 1 травня 1944)
- Полковник, генерал-майор Георгій Петрович Куляко (2 травня 1944—1947)